# Jon Ossoff
Thomas Jonathan Ossoff (* 16. února 1987 Atlanta, Georgie) je americký dokumentarista, investigativní novinář a politik za Demokratickou stranu. Od roku 2021 je senátorem USA za stát Georgie.
Senátorem se stal poté, co byl zvolen v druhém kole volby 5. ledna 2021, pouhý den před útokem příznivců Donalda Trumpa na Kapitol. Zvolením Ossofa v lednu 2021 navíc získala Demokratická strana v Senátu těsnou většinu. Ossoff se stal nejmladším zvoleným americkým senátorem od roku 1980 a vůbec prvním senátorem ze státu Georgia židovského původu. Podobně jako většina jeho spolustraníků je středolevicový liberál, podporuje legalizaci marihuany, právo na potrat, práva LGBT osob a zasazuje se proti trestu smrti. Je ostrým kritikem Donalda Trumpa.
Je ženatý, v prosinci 2021 se mu narodila dcera.